# Club Atlético Banco de la Nación Argentina
Maillots
Le Club Atlético Banco de la Nación Argentina (CABNA) ou Banco Nación, est un club argentin basé dans la province de Buenos Aires en Argentine dans l'Arrondissement Vicente López.

## Histoire
La section de rugby à XV est membre de l'Unión de Rugby de Buenos Aires. Elle a remporté le championnat de l'URBA en 1986 et 1989, tout comme de nombreux tournois de rugby à sept. Hugo Porta, la figure du rugby argentin, a joué pour le club pendant toute sa carrière. Il a connu 57 sélections en équipe d'Argentine dont 34 en tant que capitaine (à partir de 1973) entre 1971 (où il débute un temps en équipe B) et 1990. D'autres internationaux argentins, comme Fabián Turnes, Pablo Hacha Dinisio, Fabio Aguja Gómez, et Rodolfo Capeltti ont commencé leur carrière dans ce club.
Le 10 juillet 1991, Banco Nación crée la surprise et l'emporte contre l'équipe d'Angleterre de rugby à XV sur le score de 29 à 21. C'est la seule équipe qui soit un club qui est jamais réussi pareille performance. Banco Nación est le seul club argentin à avoir battu deux équipes nationales, le club a également battu l'équipe du Canada de rugby à XV en 1989.

## Joueurs emblématiques
Ont porté le maillot des Pumas :
- Adolfo Cappelletti
- Juan Cató
- Pablo Dinisio
- Fabio Gómez
- Augusto Petrilli
- Hugo Porta
- Fabián Turnes
- Ricardo Zanero

## Palmarès
- Championnat de l'URBA en 1986 et 1989.
- Tournoi de l'URBA B en 2011.